# Haggenspitz
Haggenspitz är en bergstopp i Schweiz.   Den ligger i distriktet Bezirk Schwyz och kantonen Schwyz, i den centrala delen av landet, 90 km öster om huvudstaden Bern. Toppen på Haggenspitz är 1 761 meter över havet, eller 101 meter över den omgivande terrängen. Bredden vid basen är 0,16 km.
Terrängen runt Haggenspitz är kuperad norrut, men söderut är den bergig. Runt Haggenspitz är det ganska glesbefolkat, med 43 invånare per kvadratkilometer.. Närmaste större samhälle är Schwyz, 3,5 km sydväst om Haggenspitz. 
I omgivningarna runt Haggenspitz växer i huvudsak blandskog.